# 岩手県立胆沢病院
岩手県立胆沢病院（いわてけんりついさわびょういん）は、岩手県奥州市に所在する都道府県立病院である。岩手県災害拠点病院（地域災害拠点病院）、地域医療支援病院、第二種感染症指定医療機関等に指定されている。

## 診療科
（標榜診療科）
- 内科
- 呼吸器科
- 消化器科
- 小児科
- 精神科
- 神経内科
- 外科
- 整形外科
- 脳神経外科
- 呼吸器外科
- 心臓血管外科
- 産婦人科
- 眼科
- 耳鼻咽喉科
- 皮膚科
- 泌尿器科
- リハビリテーション科
- 放射線科
- 麻酔科
- 呼吸器内科
- 循環器内科
- 消化器内科
- 血液内科
- 乳腺外科

## 医療機関の指定・認定
（下表の出典）
| 保険医療機関                           | 労災保険指定病院                               |
| 更生医療指定医療機関                   | 育成医療指定医療機関                           |
| 精神通院医療指定医療機関               | 身体障害者福祉法指定医の配置されている医療機関 |
| 生活保護法指定医療機関                 | 結核指定医療機関                               |
| 指定養育医療機関                       | 戦傷病者特別援護法指定医療機関                 |
| 原子爆弾被害者一般疾病医療取扱医療機関 | 地域医療支援病院                               |
| 災害拠点病院（地域）                   | 臨床研修指定病院                               |
| がん診療連携拠点病院                   | 特定疾患治療研究事業委託医療機関               |
| DPC対象病院                            | 指定小児慢性特定疾病医療機関                   |

- 救急告示病院（二次救急）[3]
- 第二種感染症指定医療機関[4]
- NPO法人卒後臨床研修評価機構認定病院[5]
- このほか、各種法令による指定・認定病院であるとともに、各学会の認定施設でもある。

## 交通アクセス
- JR東北本線の利用「水沢駅」より約2.7km[6]。
- 岩手県交通バス「胆沢病院」停留所下車。

## 周辺
- 岩手県立水沢高等学校[6]
- 水沢消防署[6]